# 히메지마역
히메지마역(일본어: 姫島駅, ひめじまえき)은 일본 오사카부 오사카시 요도가와구에 있는 한신 전기철도의 역이다. 역 번호는 HS 05이다.
이전에는 구간급행 정차역에서 아침 하행과 저녁 시간에만 준급도 정차했었으나, 2001년 3월 10일의 다이아 개정으로 구간급행 설정이 한번 소멸한 데 따라, 준급 정차역이 되었다. 또한, 구간급행 열차가 2006년 10월 28일 개정으로 재설정되었는데, 이때 당역은 통과하였다. 2009년 3월, 한신 난바 선의 개통으로 다이아 개정으로 본선 준급은 중단되면서 보통 열차만 정차역이 되었다. 또한, 오사카 요도가와 불꽃 축제 개최일에는 일부 급행이 임시 정차한다.

## 역 구조
상대식 승강장 2면 2선의 고가역이다. 분기기, 절대 신호가 없어 정류장으로 분류된다. 개찰구와 대합실은 1층, 승강장은 2층에 있다. 개찰구는 1개소 뿐이다. 승강장은 굽어 있어 우메다 방향 승강장은 열차와 전동차 사이 틈이 넓은 부분이 있다.

### 승강장
| 승강장 | 노선   | 방향 | 행선                                             |
| ------ | ------ | ---- | ------------------------------------------------ |
| 1      | ■ 본선 | 상행 | 노다・우메다 방면                                |
| 2      | ■ 본선 | 하행 | 아마가사키・고베 (산노미야)・아카시・히메지 방면 |

※ 안내 상의 승강장 번호는 설정되지 않았다. 승강장 유효 길이는 6량 편성분이다.

## 역 주변
역 바로 남쪽에는 요도강이 흐르고 있다.
- 오사카 히메지마 우체국
- 니시요도가와 우체국
- 히메지마 신사
- 히메지마 공원
- 히메지마 유치원
- 오사카 시립 히메사토 초등학교
- 오사카 시립 히메지마 초등학교
- 히메지마도리

## 역사
- 1905년 4월 12일: 한신 본선의 개통과 동시에 히에지마역(일본어: 姫島駅, ひめじまえき)으로 영업 개시.
- 1925년 5월 30일: 히메지마역으로 역명 변경.
- 1991년 4월 7일: 구간급행 정차역이 됨.
- 2001년 3월 10일: 구간급행 설정이 일시 소멸되면서 준급 전 열차가 정차하게 됨.
- 2009년 3월 20일: 본선 준급 설정 소멸로 우등 열차의 정차 폐지.
- 2014년 4월 1일: 역 번호 도입.

## 사진

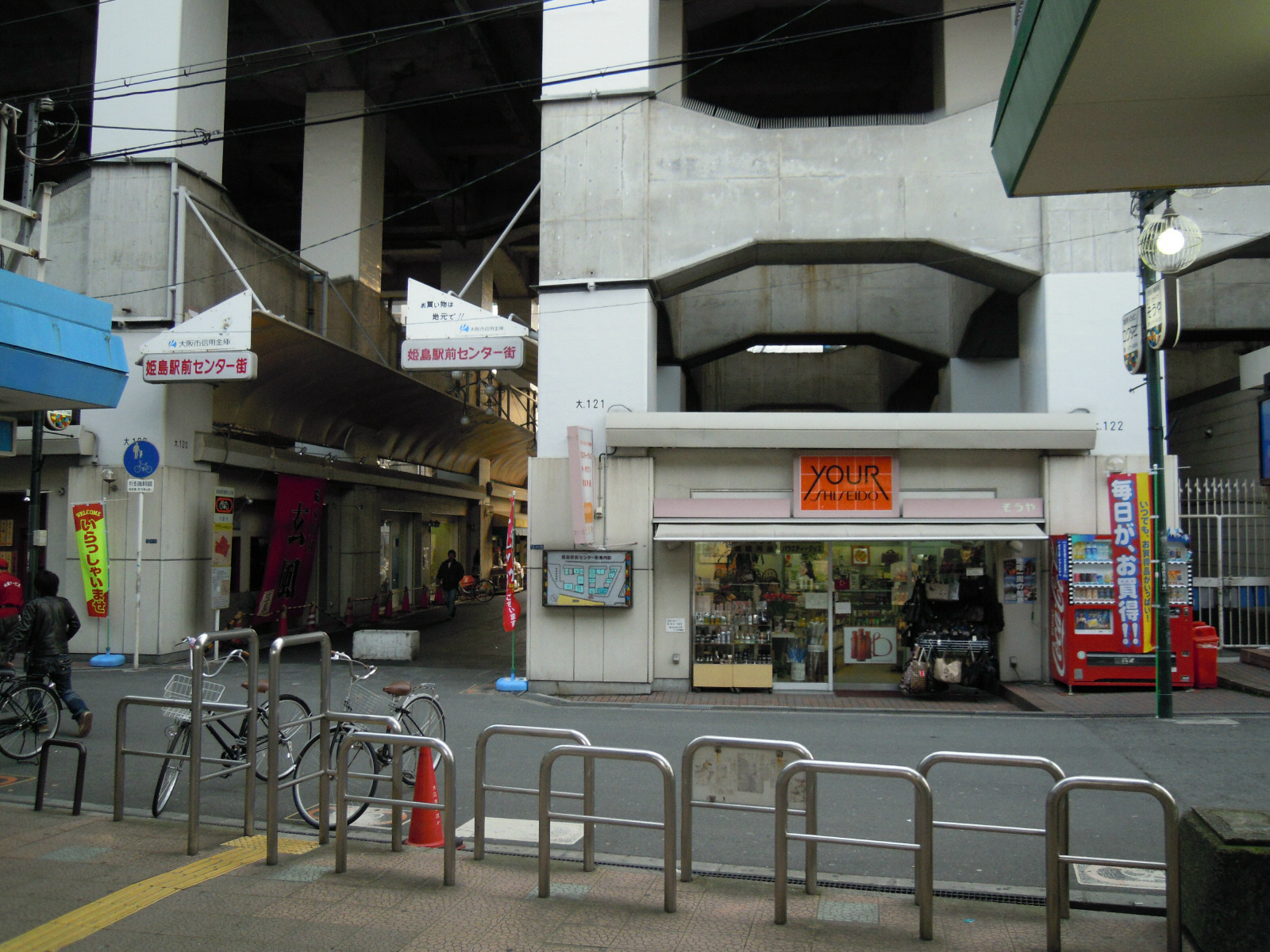
역전 서쪽 풍경
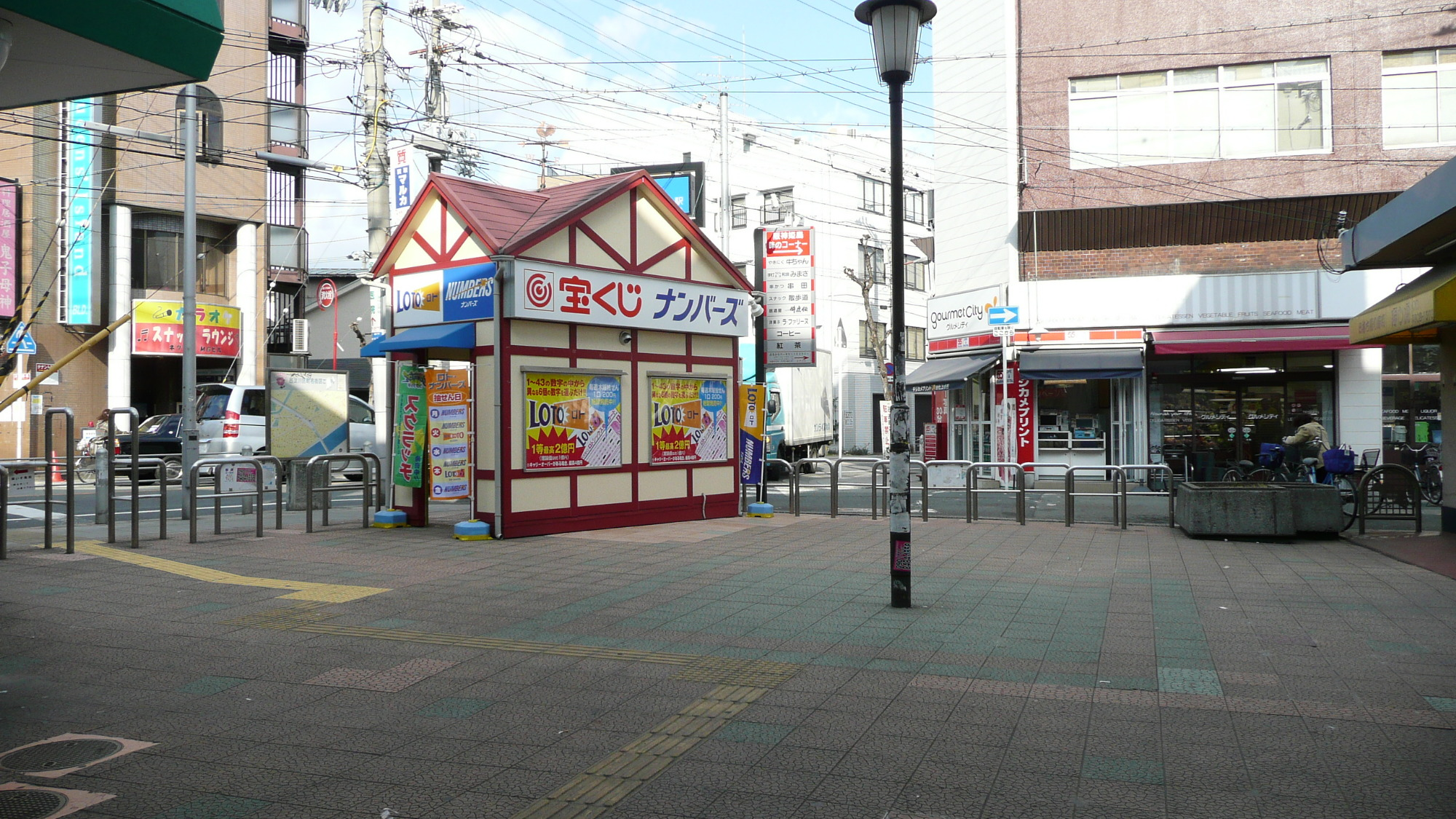
역전 북광장
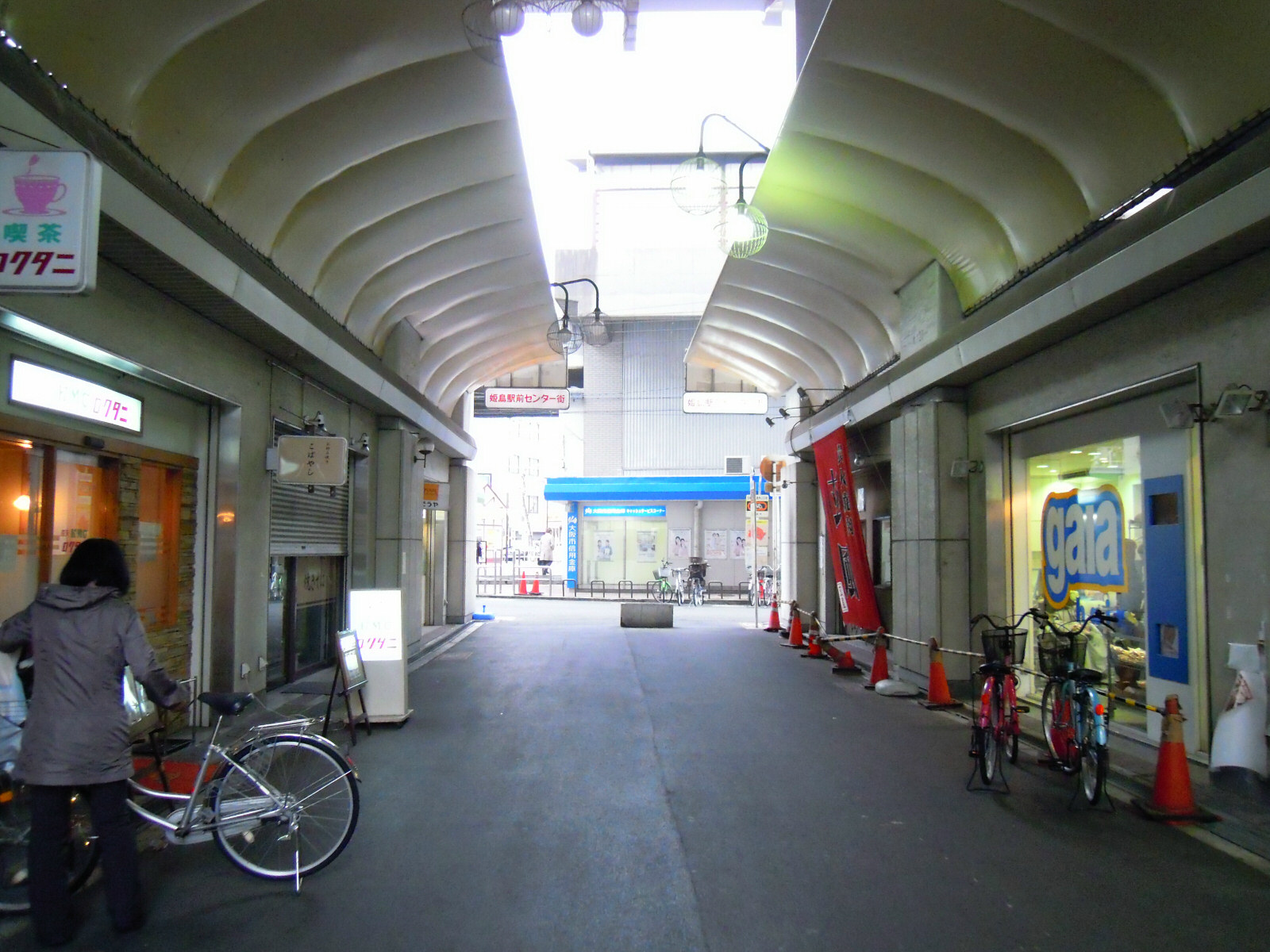
고가시타
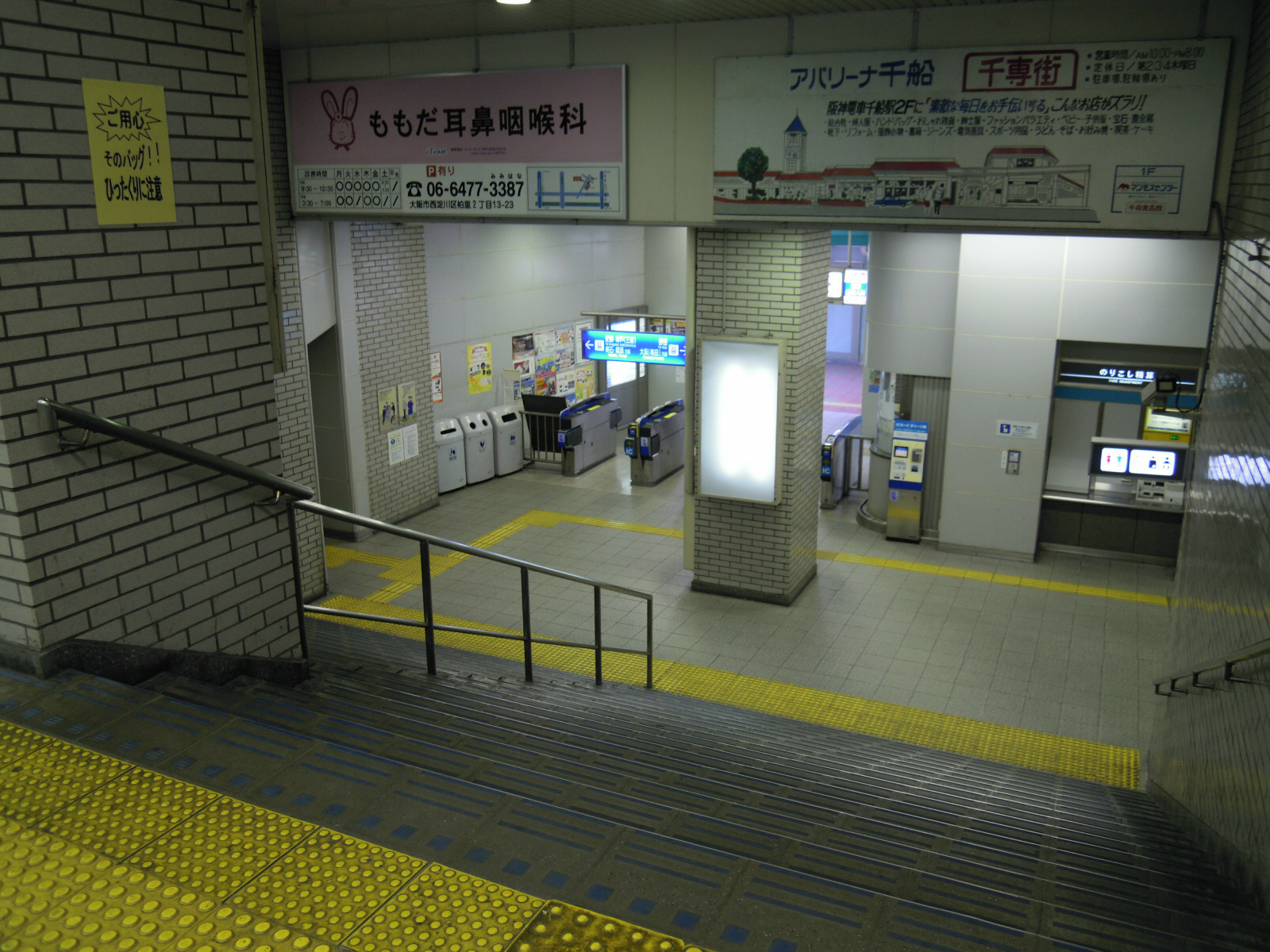
개찰구

## 인접역
| 한신 전기철도 ■ 본선       | 한신 전기철도 ■ 본선 | 한신 전기철도 ■ 본선       |
| -------------------------- | -------------------- | -------------------------- |
| HS 04 요도가와 우메다 방면 | ■ 보통               | 지부네 HS 06 신카이치 방면 |